# Augusta (Sizilien)
Augusta ist eine italienische Gemeinde (comune) im Freien Gemeindekonsortium Syrakus mit 34.703 Einwohnern (Stand 31. Dezember 2023) in der Region Sizilien.

## Geographie
Augusta liegt 35 Kilometer nördlich von Syrakus an der Ostküste Siziliens am Ionischen Meer. Teile der Stadt mit der Altstadt liegen auf der gleichnamigen Insel, die mit zwei Brücken mit dem Festland verbunden ist. Zur Gemeinde Augusta gehören die Fraktionen Agnone, Agnone Bagni, Brucoli, Catanesa, Costasaracena-Castelluccio, Montetauro, San Cusumano und Vetrano. Die Nachbargemeinden sind Carlentini und Melilli.

## Geschichte
Augusta wurde nach dem römischen Kaiser Augustus benannt. In Anlehnung an den kaiserlichen Gründer der Stadt, Friedrich II., der sie zwischen 1233 und 1234 als militärischen Stützpunkt gründete. Mit der Gründung wollte Friedrich II. die nur schwach befestigten Gebiete seines Reiches stärken. Er baute den Hafen zu einem wichtigen Militärhafen aus. Der Ort war aber sicherlich bereits vor ihrer offiziellen Gründung durch den römisch-deutschen Kaiser besiedelt.
Erste menschliche Spuren weisen auf eine Begehung bereits in der Altsteinzeit zurück. Der Ort wurde aber auch in der Mittel- und in der Jungsteinzeit aufgesucht, wie Fundstücke unterlegen. Dass die Griechen nur wenige Kilometer entfernt die Stadt Megara Hyblaea gründeten, aber nicht in Augusta siedelten, lässt auf eine Besiedlung des Ortes bereits vor der Ankunft der Griechen auf Sizilien deuten. Belegt ist, dass der Mönch Reginald von Orléans, ein Weggefährte des Dominikus hier 1219 ein Hospiz errichtete.
1268 wurde die Stadt von den Anjou erobert und fiel später an das Haus Aragon. Während des französisch-spanischen Krieges 1676 wurde die Stadt stark beschädigt. Beim Erdbeben auf Sizilien 1693 wurde die Stadt durch einen Tsunami total zerstört. Am 10. Juli 1943 landeten hier amerikanische Truppen, die die Stadt zum letzten Mal zerstörten.
In Augusta gibt es eine Luftschiffhalle, in der etwa in den 1920er Jahren unter anderem das Kielluftschiff N2 von Umberto Nobile gebaut wurde. Während des Zweiten Weltkrieges operierte von 1941 bis 1943 auch eine deutsche Seenotfliegerstaffel von Augusta.

## Wirtschaft
Die Einwohner arbeiten hauptsächlich in der Industrie. Produziert werden in Augusta und in Augusta-Priolo Schiffe, Erdölprodukte, Kunststoffe und Beton. Augusta-Priolo ist Siziliens größter Industriekomplex. Der Hafen Augusta erstreckt sich entlang der Bucht von Augusta. Er ist sowohl Handelshafen als auch Marinestützpunkt.

## Sehenswürdigkeiten
Augusta erreicht man durch das Spanische Tor. Das Castello d’Augusta beherrscht den Ort. Es wurde zwischen 1231 und 1241 erbaut. Das Kastell hat einen quadratischen Grundriss. Außen stehen vier quadratische Ecktürme.
Der Dom wurde 1644 erbaut, aber beim Erdbeben 1693 zerstört. Danach wurde der Dom wieder aufgebaut. Am gleichen Platz steht das Rathaus aus dem Jahre 1699.

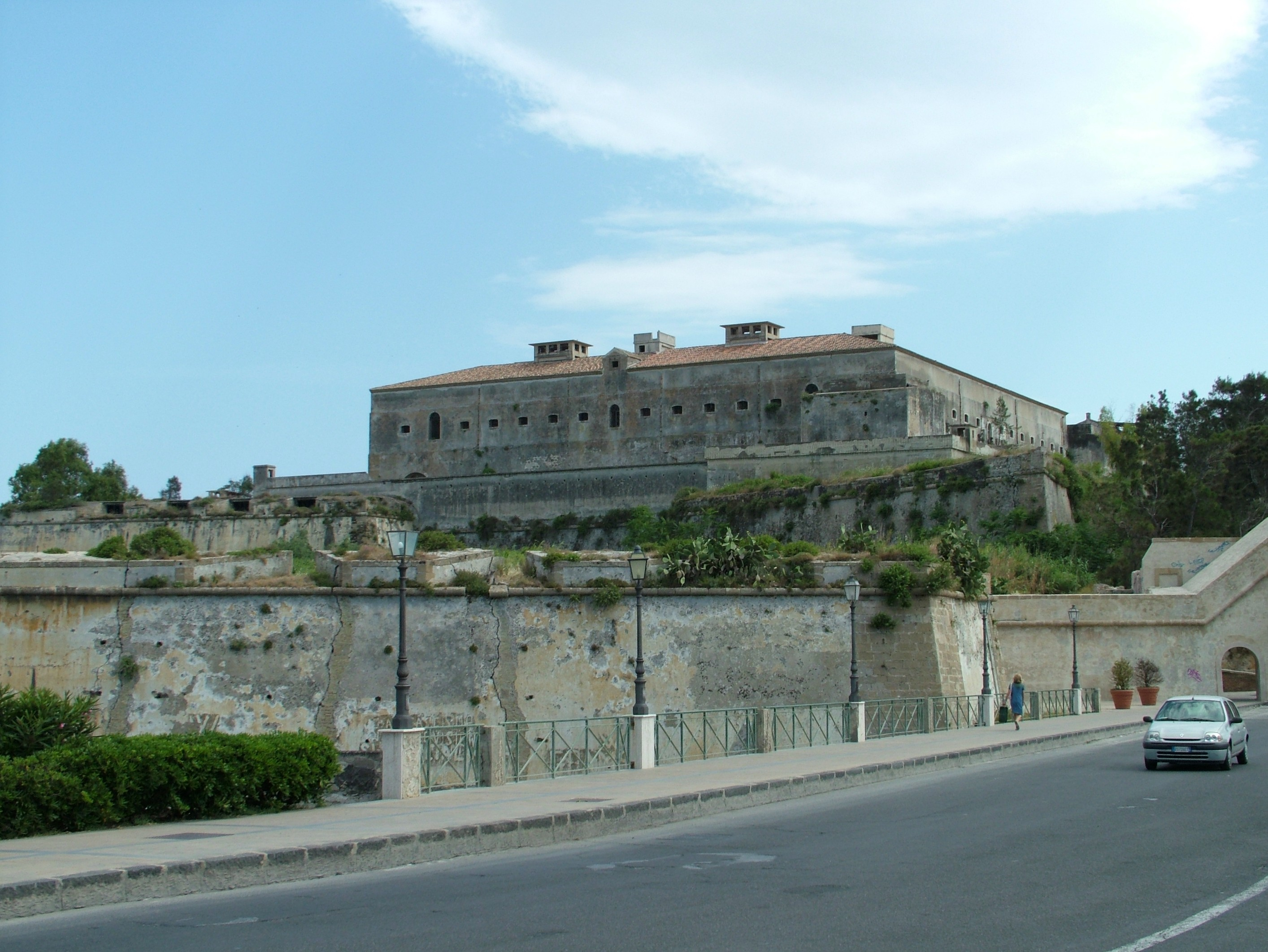
Castello d’Augusta
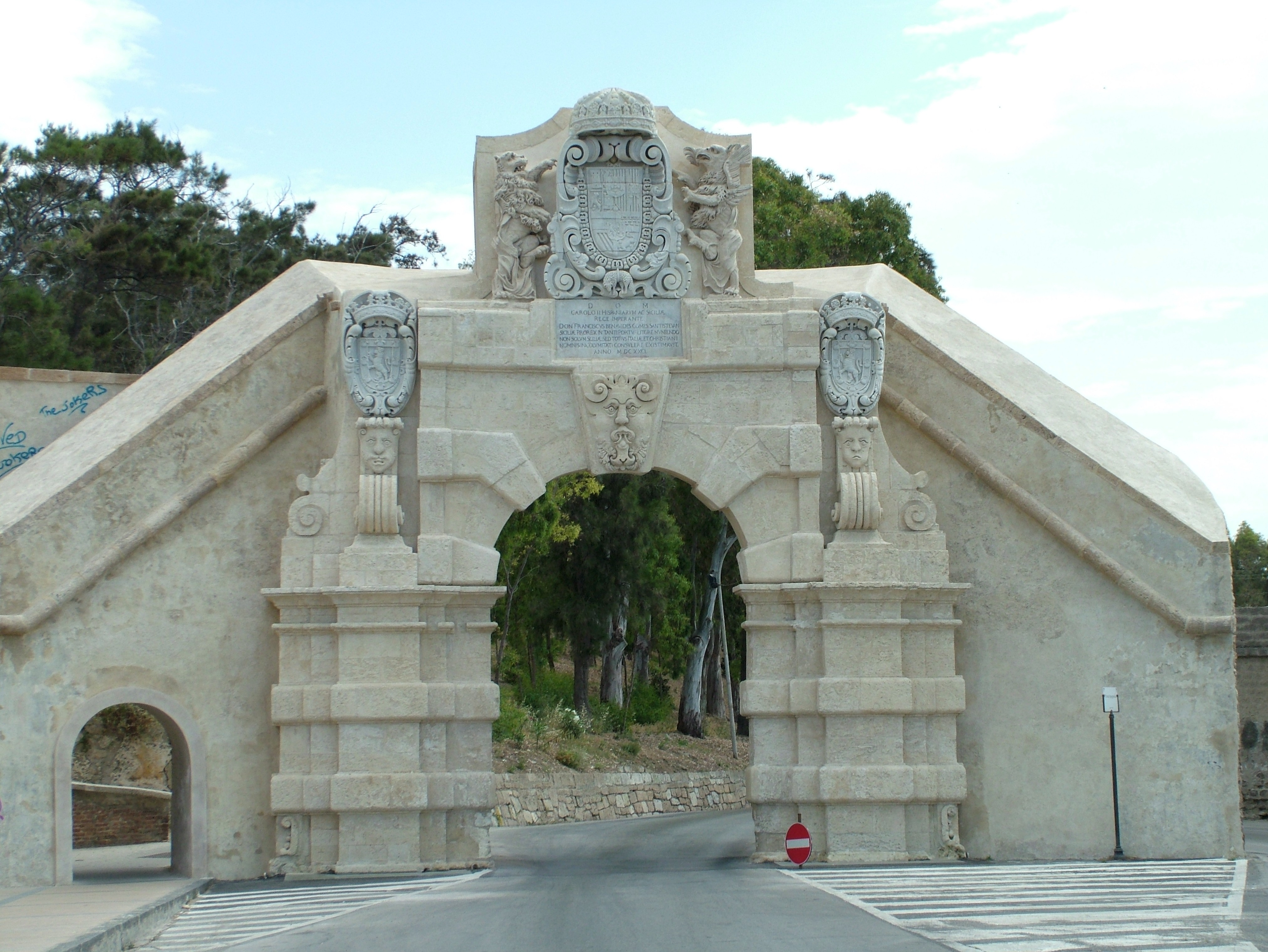
Das Spanische Tor
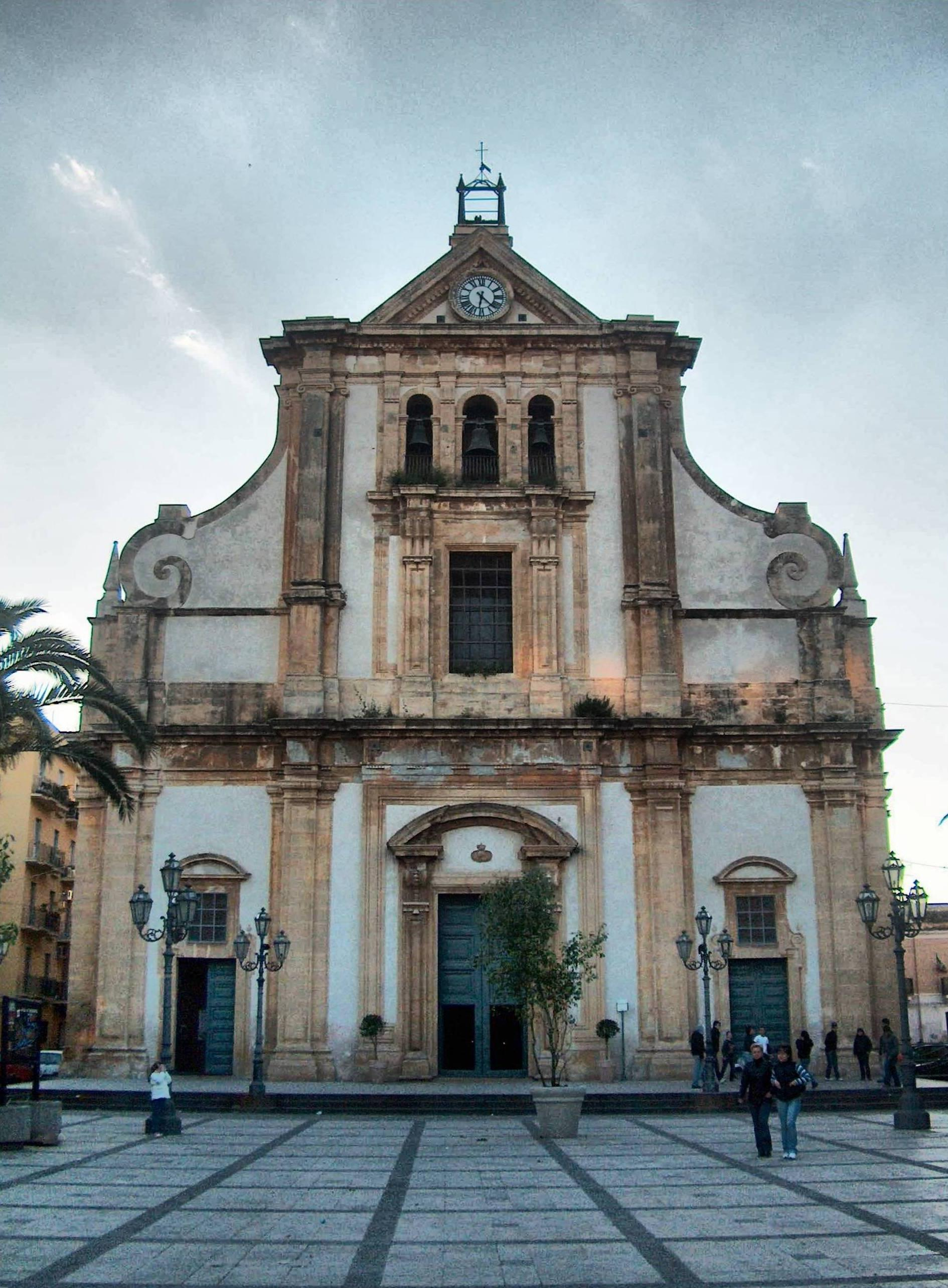
Chiesa Madre
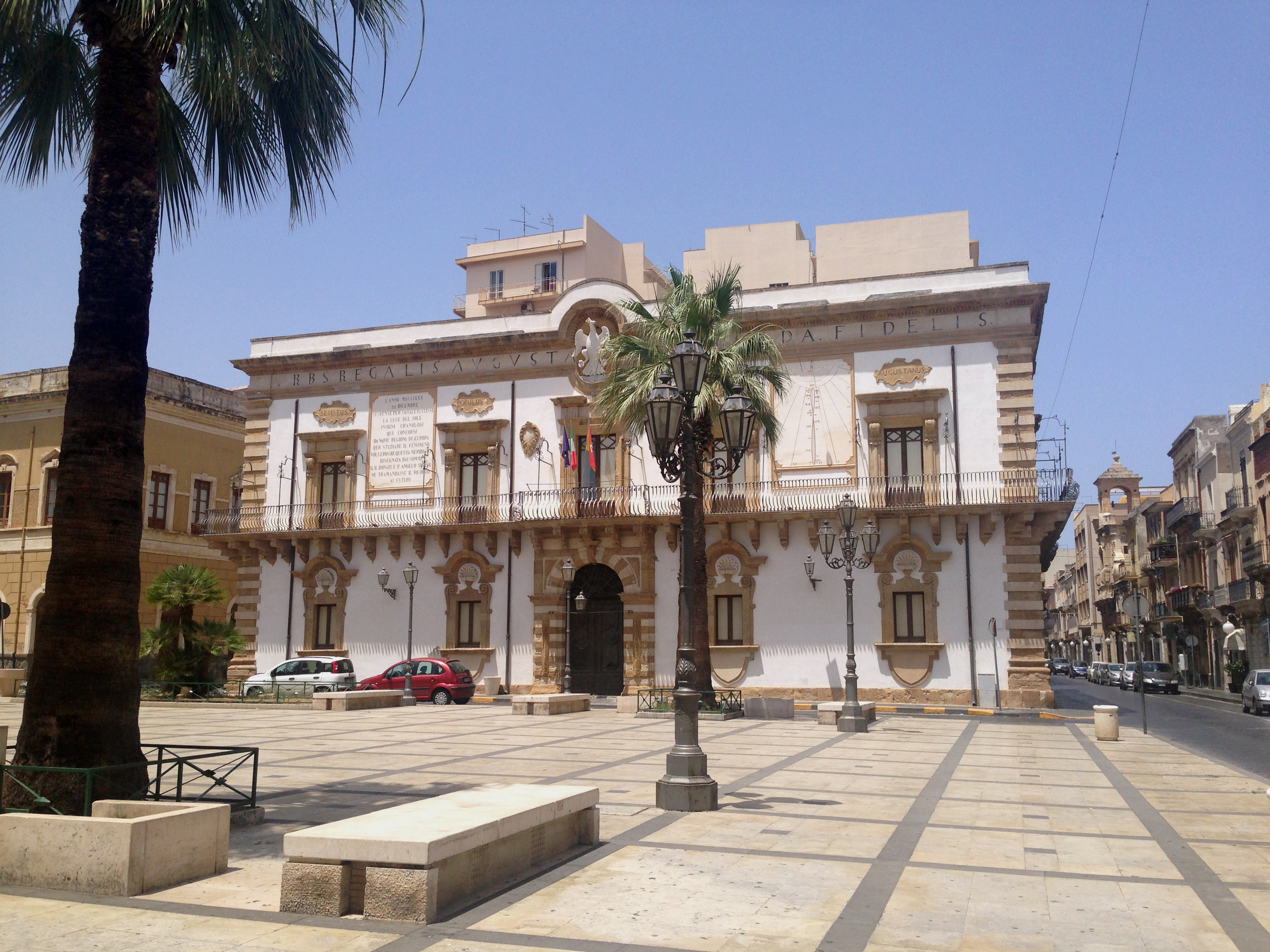
Das Rathaus
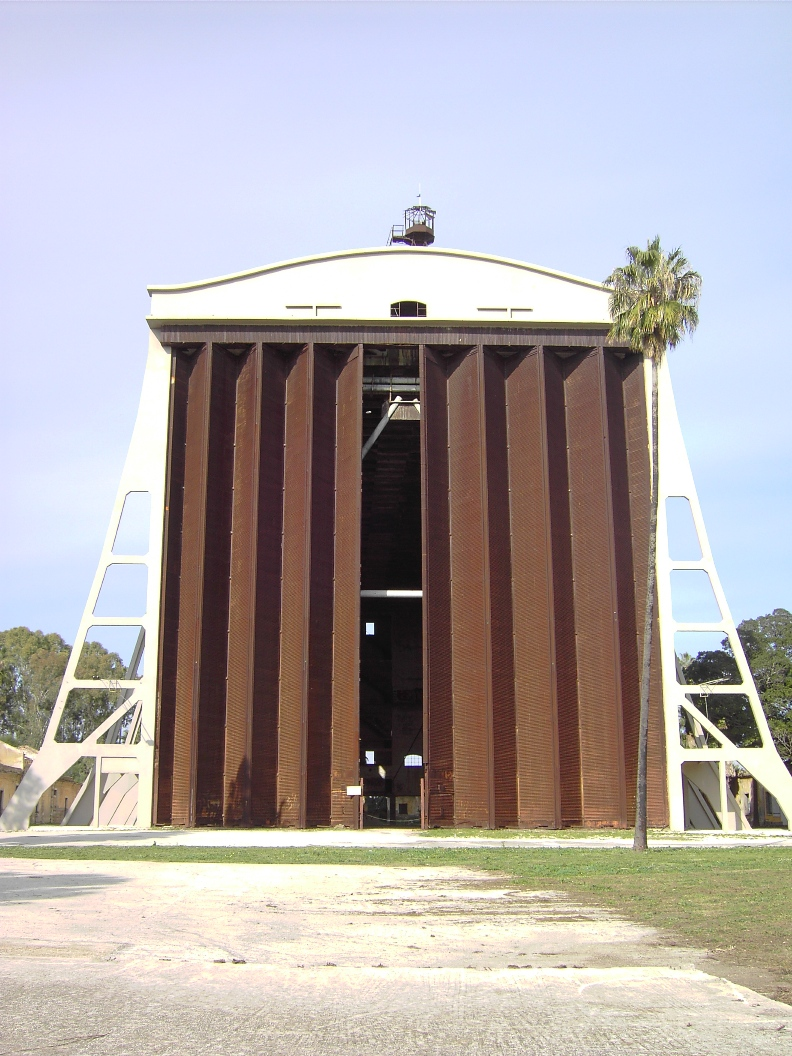
Luftschiff-Hangar
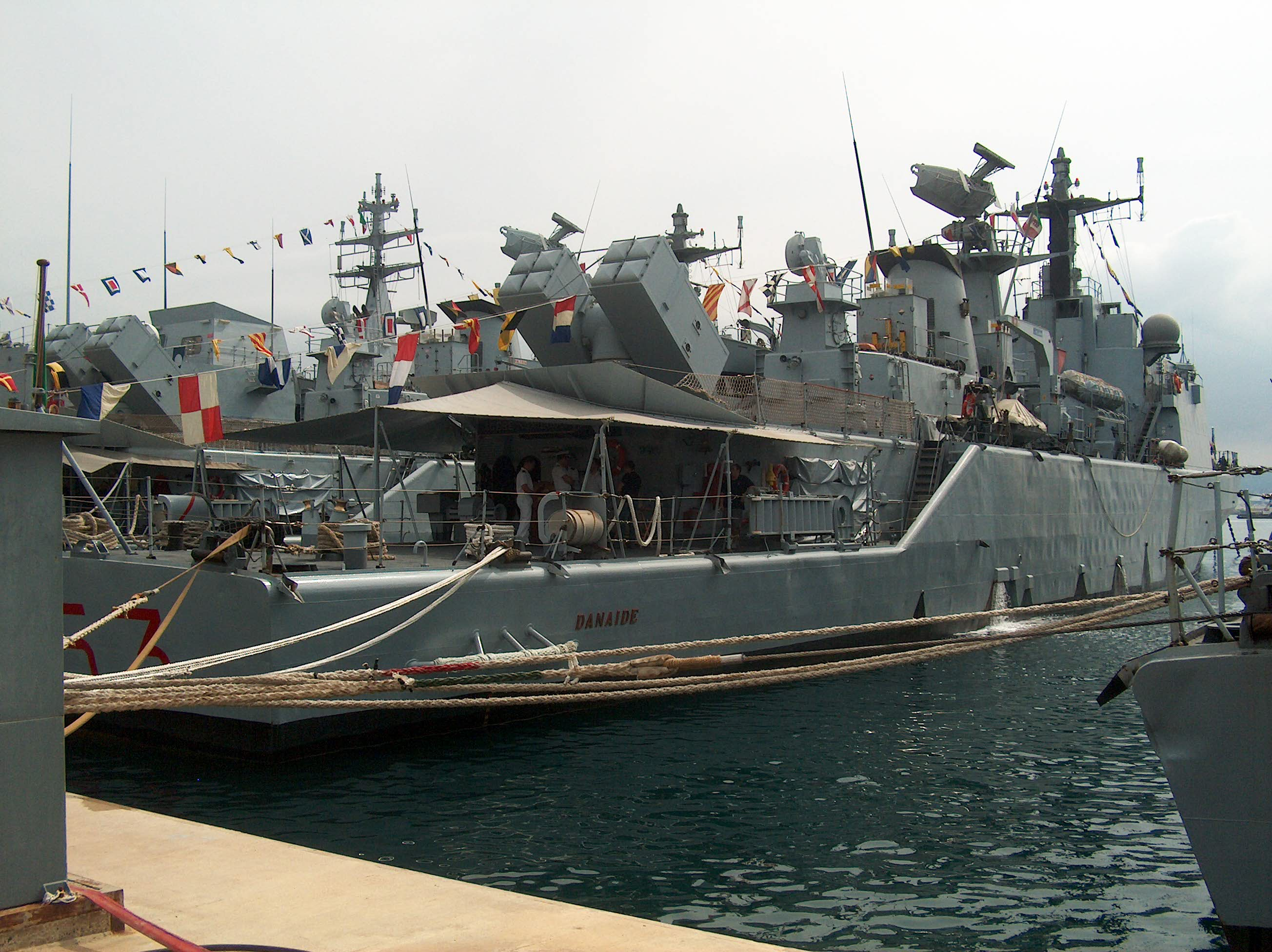
Arsenale militare marittimo, hier Korvette Danaide

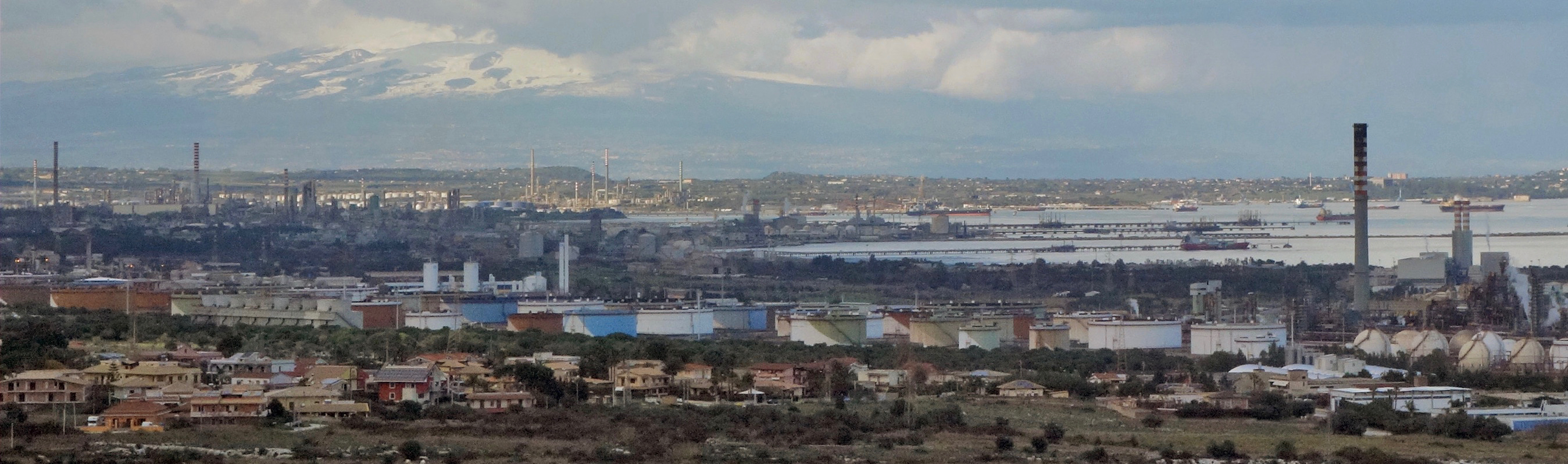
Industriekomplex Augusta-Priolo

## Persönlichkeiten
- Alfredo Maria Garsia (1928–2004), römisch-katholischer Geistlicher, Bischof von Caltanissetta 1973–2003
- Riccardo Schicchi (1953–2012), italienischer Filmregisseur, Drehbuchautor, Fotograf und Hörfunkmoderator
- Giovanni Lavaggi (* 1958), italienischer Autorennfahrer
- Marcello Giordani (1963–2019), italienischer Opernsänger
- Roy Paci (* 1969), italienischer Trompeter, Sänger, Komponist und Arrangeur
- Chiara Strazzulla (* 1990), italienische Schriftstellerin
- Giulia Aprile (* 1995), italienische Leichtathletin